# Gerhard Danelius

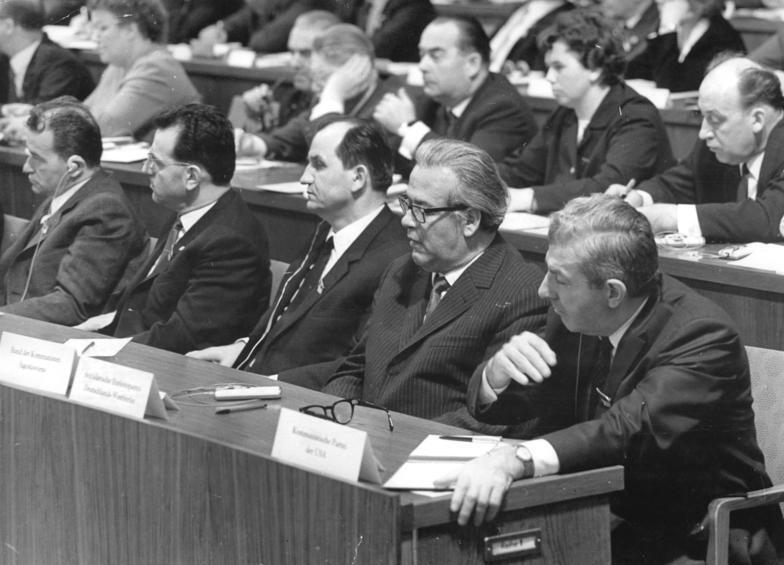
Danelius (2. v. r.) auf dem VII. Parteitag der SED in Berlin 1967

Gerhard Danelius (* 2. April 1913 in Berlin-Wilmersdorf; † 18. Mai 1978 in Berlin) war ein deutscher Politiker (KPD/SED/SED-W/SEW).

## Leben
Danelius war Sohn eines Bauklempners. Sein älterer Bruder war der Widerstandskämpfer Ditmar Danelius. Zwei seiner vier Geschwister sowie seine Eltern wurden im KZ Auschwitz ermordet. Danelius erlernte von 1927 bis 1929 den Beruf eines Expedienten in einer Wäschefabrik in Berlin. 1927 wurde er Mitglied des KJVD, 1929 der KPD. Er war Mitarbeiter des KP-Zentralorgans „Rote Fahne“. Von 1930 bis 1933 war er Orgleiter der Roten Jungfront im Unterbezirk Prenzlauer Berg, Pankow und Weißensee (zu dieser Zeit erwerbslos). 1933 erfolgte seine erste Verhaftung durch die SA, seiner zweiten Verhaftung konnte er durch Emigration nach Frankreich entgehen. Er lebte 15 Monate in der Emigration. 1934 erfolgte nach Aussprache mit der Parteiführung die Rückkehr nach Berlin, um dort vor Ort wieder am Widerstand gegen den Nationalsozialismus teilzunehmen. Danelius tauchte in Berlin unter und arbeitete bis 1945 in den Widerstandsgruppen Jaeschke, Jakubowski, Husemann (Walter und Marta Husemann) und Saefkow. In der Zeit von 1934 bis 1942 verdingte er sich als Bügler und Transportarbeiter.
In Berlin-Karow empfing Danelius am 21. April 1945 die vorrückende Rote Armee und stellte sich ihr bis zum Fall Berlins als Ortskundiger zur Verfügung. Kurz darauf bis 1946 war er Bezirksvorsteher in Berlin-Karow beim Bezirksamt Pankow, anschließend Sekretär des Kreisvorstandes der Sozialistischen Einheitspartei Deutschlands (SED) in Berlin-Mitte. Ab 1948 wurde Danelius Vorsitzender des SED-Kreisvorstandes Berlin-Tempelhof und ab 1949 Erster Sekretär der SED-Kreisleitung Berlin-Friedrichshain. 1950/51 studierte er an der Parteihochschule „Karl Marx“ der SED und war vorübergehend Instrukteur des ZK der SED beim KPD-Parteivorstand. Von 1956 bis 1959 war er erneut Erster Sekretär der SED-Kreisleitung Berlin-Friedrichshain. Von 1959 bis 1960 war Danelius Mitglied der Kommission für gesamtdeutsche Arbeit beim Politbüro (Vorsitzender dieser Kommission war das Politbüromitglied Albert Norden). Von 1959 bis 1962 war er Mitarbeiter, Mitglied und Sekretär für Berlin (West) der SED-Bezirksleitung Groß-Berlin. Von November 1962 bis Februar 1969 war er Erster Sekretär bzw. Vorsitzender (ab 1966) der SED-Westberlin (SED-W), anschließend bis zu seinem Tod Vorsitzender der Sozialistischen Einheitspartei Westberlins (SEW).
Gerhard Danelius verstarb am 18. Mai 1978 im Regierungskrankenhaus der DDR in Ost-Berlin, seine Beisetzung erfolgte am 29. Mai auf dem Waldfriedhof Zehlendorf in West-Berlin.

## Ehrungen
- Medaille für Kämpfer gegen den Faschismus 1933 bis 1945
- Vaterländischer Verdienstorden in Silber (1971)
- Karl-Marx-Orden (1973)
- Orden der Völkerfreundschaft (Sowjetunion, 1973)